# Citizens of Boomtown
Citizens of Boomtown — седьмой студийный альбом ирландской группы The Boomtown Rats, вышедший 13 марта 2020 на лейбле BMG. Предыдущий альбом группы под названием In The Long Grass был выпущен в 1984 году.

## Оценка критиков
В статье Тимоти Мангера на сайте AllMusic говорится, что трудно было представить, как может звучать группа The Boomtown Rats после 36 лет перерыва. Однако, по его словам, музыканты не стали ломать голову над воссозданием прежнего звучания группы, а пустились в эксперименты с теми стилями, которые появлялись и исчезали за время их отсутствия. Критик выделяет композиции «Trash Glam Baby» и, особенно, «Here’s a Postcard» — «богато гармонически аранжированную солнечную фолк-рок композицию, ставшую жемчужиной альбома».

## Список композиций
1. «Trash Glam Baby» — 3:52
2. «Sweet Thing» — 3:10
3. «Monster Monkeys» — 4:25
4. «She Said No» — 3:55
5. «Passing Through» — 4:35
6. «Here’s a Postcard» — 3:52
7. «K.I.S.S.» — 3:10
8. «Rock ’n’ Roll Yé Yé» — 4:54
9. «Get a Grip» — 4:00
10. «The Boomtown Rats» — 5:20

Авторы композиций: Боб Гелдоф — 1, 2, 4, 6 Пит Брикетт/Боб Гелдоф — 3, 5, 7, 9, 10 Даррен Бел/Боб Гелдоф — 8